# Оболенская, Вера Аполлоновна
Княгиня Ве́ра Аполло́новна Оболе́нская (фр. Véra Obolensky / Vera Apollonovna Obolenskaïa), также известная по прозвищу «Вики» (фр. Vicky), урождённая Ве́ра Аполло́новна Мака́рова (11 (24) июня 1911, Баку — 4 августа 1944, Плётцензее, Берлин) — русская эмигрантка первой волны, русская участница движения Сопротивления во Франции во время Второй мировой войны, член подпольной организации Organisation civile et militaire. Кавалер ордена Отечественной войны I степени (1965, посмертно).

## Происхождение и ранние годы
Вера Аполлоновна Макарова родилась 11 (24) июня 1911 года. Её отец — бакинский вице-губернатор Аполлон Аполлонович Макаров († 1953), сын генерала от инфантерии Аполлона Николаевича Макарова, а мать — Вера Алексеевна Макарова (урождённая Коломнина), в честь которой девочка и получила своё имя. В 1920 году в возрасте 9 лет она эмигрировала с родителями во Францию, где окончила французскую среднюю школу. Первое время проживала с матерью и тёткой в пансионе мадам Дарзан на бульваре Шато. По словам друга её детства Александра Бильдерлинга, Вера и её мать жили в условиях, которые в сравнении с жизнью многих других русских эмигрантов были крайне тяжёлыми. Отец, по словам самой Веры, уехал в Америку с намерениями выписать туда жену и дочь, но так и не сделал этого.
В отличие от своей малообщительной матери, Вера была жизнерадостным человеком и легко сходилась с людьми благодаря своему лёгкому и весёлому характеру. Она росла человеком двойной культуры, полностью впитав в себя французский язык и нравы французов, но сохраняя связь с русской культурой. Она очень любила детей, собак и кошек, с которыми «могла часами возиться». Вера отличалась феноменальной памятью, обладая отличными способностями к языкам, но, по словам её подруги Марии Станиславской, в 17-летнем возрасте Веру больше интересовали молодые люди, а не учёба, что вызывало неодобрение у родителей. Среди друзей юности у девушки был молодой человек, который поклялся промотать полученное от дядюшки наследство и потом застрелиться: он сдержал своё слово, и Вера была одной из тех, кто провожал его на кладбище.

## Работа во Франции
Первая работа Веры была манекенщицей в Доме моды «Миеб», основанной Елизаветой Гойнинген-Гиюс, бывшей фрейлиной русской императрицы. Сохранилась фотография Веры в платье с воротником-пелевриной, популярном по моде 1930-х годов. Современники запомнили Оболенскую как очень привлекательную и красивую девушку: её отличительными чертами, по словам Людмилы Флам, были «тёмные лучистые глаза, широко раскинутые брови, ямочки на щёках и всегдашняя живость лица». Участница французского Сопротивления Жаклин Мелла называла Веру «обворожительной». Сохранился даже портрет Веры Оболенской авторства Зинаиды Серебряковой, написанный в 1924 году.
Позже девушка работала секретарём в конторе состоятельного парижанина Жака Артюи, с женой которого (Ивонн) дружила и часто бывала у них в гостях. Артюи был успешным предпринимателем и деятелем одной из правых политических группировок Франции, который написал ряд трактатов о необходимости переустройства государства и о роли представителей промышленного комплекса как наиболее здорового элемента страны. Одна из её первых подруг, Мария Родзянко, также устроилась в канцелярию Артюи.
В возрасте 26 лет Вера вышла замуж за князя Николая Александровича Оболенского (1900—1979), сына генерал-майора А. Н. Оболенского, градоначальника Петрограда в годы Первой мировой войны, и приняла княжеский титул. Их венчание состоялось 9 мая 1937 года в парижском соборе Александра Невского на улице Дарю, а на следующий день Вера и Николай отправились в путешествие по Флоренции, которое им оплатил Жак Артюи. Однако известно, что у Николая не сложились отношения ни с матерью Веры, ни с её тёткой, которую он даже не хотел упоминать в письмах. В 1938 году Вера родила сына, названного Аполлоном в честь дедушки. Также она стала крёстной матерью для Екатерины — дочери Никиты Сергеевича и Марии Михайловны Муравьёвых.

## Вторая мировая война

### Вступление в Сопротивление
14 июня 1940 года, после продолжительных боёв против немецкой армии французские власти объявили Париж открытым городом и фактически провозгласили его сдачу без боя. Месяц спустя князь Кирилл Макинский, воевавший на фронте против немцев, после демобилизации вернулся в оккупированный немцами Париж и встретился с Оболенскими. Николай Александрович из-за последствий травмы ноги, полученной в молодости, был признан негодным к службе, в то время как его брат Александр был мобилизован. Говоря об оккупации страны, Вера Аполлоновна сказала: «Мы будем продолжать, не так ли?», прямо намекнув на необходимость бороться против немцев. Вместе со своим мужем Вера вступила в подпольный кружок под названием Organisation civile et militaire (сокращённо OCM), лидером которого стал Жак Артюи. OCM занималась не только подготовкой к вооружённому восстанию против немецкой оккупационной власти, но и разрабатывала планы послевоенного государственного устройства Франции.
Известная в подполье под прозвищем «Вики», Вера Аполлоновна стала одной из ближайших соратниц Жака Артюи. К участию в Сопротивлению она привлекла Кирилла Макинского и свою русскую подругу Софью Носович, брат которой погиб в рядах 22-го пехотного полка иностранных добровольцев. Софья помогала Оболенской в работе, занимаясь перепечатыванием и переправкой секретных сведений. По воспоминаниям современников, Вера обладала проницательностью, дальновидностью, хладнокровием и отличной памятью: она помнила наизусть имена, адреса и пароли подпольщиков. Знание немецкого облегчало во многом работу и Вере, и Софье, и Николаю. Нацисты пытались внедрить своего агента в организацию, но благодаря Вики эта попытка была сорвана.

### Деятельность
Известно, что Оболенская собирала информацию о силах немецких оккупантов и помогала советским военнопленным, направленным немцами на строительство Атлантического вала. Николай Оболенский по поручению организации устроился переводчиком на строительстве, где собрал подробные сведения от рабочих о строящихся укреплениях и затем передал её в штаб «Свободной Франции». Во многом эта информация помогла союзникам подготовить успешный десант на побережье Нормандии. Оболенским также были собраны факты о жестоком обращении с пленными и даже расправами над ними. От Кирилла Макинского, работавшего управляющим кабаре «Монте-Кристо», руководство OCM узнало о предстоящем нападении Германии на СССР примерно за неделю: по словам Макинского, ему проговорился пьяный офицер из штаба главнокомандующего силами вермахта во Франции генерала Отто фон Штюльпнагеля. Также OCM занималась организацией побегов и вывозом за границу британских военнопленных.
К 1942 году OCM насчитывала несколько тысяч человек во всех департаментах Франции, которые передавали руководству сведения о немецких заказах и поставках, передвижении войск, депортации евреев в концлагеря и высылке французов на принудительные работы в Германию. Почти вся эта информация попадала в штаб-квартиру OCM, откуда благодаря усилиям Вики обходными путями отправлялась в Лондон. Как секретарь штаба OCM, Оболенская постоянно встречалась со связными и представителями иных подпольных групп, передавая им указания. Она принимала донесения и вела тайную переписку, составляла сводки и размножала приказы, снимала копии с добытых секретных документов (в том числе планов военных объектов)}. В конце 1942 года Артюи был арестован и позже казнён в концлагере Хинцерте; после его гибели во главе OCM встал полковник Альфред Туни, а Вики стала его помощницей.
К лету 1943 года в составе OCM находилось около 63 тысяч человек, которые действовали в контакте с подпольным Братством Нотр-Дам и силами Свободной Франции, возглавляемыми генералом де Голлем. Вскоре в борьбу активно включилась и Французская коммунистическая партия, которая была более приспособлена к конспирации, чем OCM, но чаще проводила акты террора и саботажа. В OCM не поддерживали подобную тактику, опасаясь начала массового террора со стороны немцев, но также занимались распространением оружия и подготовкой личного состава, который должен был дождаться сигнала к началу восстания.

### Арест
21 октября 1943 года Николай Оболенский встретился в ресторане с одним из лидеров OCM Роланом Фаржоном, которому сообщил о своей работе. На следующий день Фаржон был арестован немцами вместе с ещё одним человеком: при обыске в его кармане гестаповцы обнаружили квитанцию оплаченного телефонного счёта с адресом конспиративной квартиры. Немцы обыскали и эту квартиру, обнаружив там запасы оружия и боеприпасов, адреса тайных почтовых ящиков в разных городах, схемы военных и разведывательных единиц, а также списки с именами участников организаций и их конспиративными кличками (в документах упоминалась и Вики). Вскоре последовала волна арестов, которая при этом не затронула Париж. Вскоре один из арестованных членов Сопротивления не выдержал пытки в отношении своей возлюбленной, которая велась на глазах у его маленькой дочери, и «раскололся», начав давать показания. По требованию гестапо он должен был выйти на явку со связным OCM Дювалем, который также был арестован во время этой встречи.
В кармане у Дюваля обнаружили записную книжку с адресами членов OCM, среди которых был и адрес Софьи Носович. Вики встречалась с Дювалем в тот же день, когда его арестовали, но не знала о существовании записной книжки. Тем же вечером у Оболенских ужинал Кирилл Макинский, которому Вера сообщила о своих опасениях по поводу массовой волны арестов. 17 декабря 1943 года Оболенская отправилась к Носович, собираясь ей предложить покинуть конспиративную квартиру и скрыться, в то время как София была убеждена в том, что Дюваль, друживший с её погибшим братом, не был способен сдать организацию. Вскоре в дверь дома Носович постучали: открыв, та увидела вооружённого человека. Софья и Вера были арестованы одновременно.
Об аресте своей жены Николай Оболенский узнал от своей русской знакомой, проживавшей в том же доме: по свидетельствам, Вики подняла закованные в наручники руки и громко пропела «Сегодня нитью тонкою связала нас судьба…». В тот же день был арестован ещё один член OCM — Мишель Пасто, которого арестовали на лестнице, когда он поднимался к Софии, чтобы передать ей бумаги с донесениями. Пасто чудом успел избавиться от этих бумаг перед тем, как его усадили в машину. Всех арестованных отвезли в парижский особняк для очной ставки: ни Софья, ни Вера не признали принадлежность Пасто к OCM, уверяя, что его появление было обосновано их личными отношениями. Той же ночью Мишель сбежал, но вскоре был арестован и сам Николай.

### Допросы
Вера и Софья изначально содержались в тюрьме Френ. От Софьи гестаповцы требовали признаться, куда сбежал Пасто: не получив ответа, они избили её на глазах у Вики, а затем поволокли в ванну, где попытались топить её, чтобы выбить из неё показания. Её избили до такой степени, что от многочисленных ударов по голове та оглохла, но так и не выдала местонахождение Мишеля (сам Пасто до конца жизни говорил, что был обязан своим спасением Вере и Софье). Вики удавалось достаточно долго вводить гестаповских следователей в заблуждение: она не выдала им связей своего мужа с Сопротивлением, и тот вскоре был освобождён. Вскоре Вики перевели в тюрьму Аррас, где её допрашивал следователь немецкой военной контрразведки Шотт, устраивая очные ставки и применяя разные психологические методы от подслушивания и шантажа до открытых угроз. Вера, не отрицая свою связь с Гражданской и военной организацией, так и не выдала никого из своих соратников. Более того, она сумела передать своему мужу записку, в которой сообщила о проводимых в её отношении допросах и о том, что уже успела выяснить немецкая разведка о деятельности OCM. Вики составила также список находившихся в тюрьме членов OCM и передала мужу указания о том, кому позвонить и какие бумаги уничтожить. Николай успел выполнить указания жены: предполагается, что это спасло жизни нескольких членов Сопротивления.
За постоянное уклонение от ответов на вопросы следователи гестапо дали Вики прозвище «Prinzessin — ich weiß nicht» («Княгиня — я не знаю»). Вскоре она отказалась давать показания, устав от постоянных допросов и неопровержимых улик. Доподлинно известно о следующем эпизоде допроса, когда Шотт с притворным недоумением спросил Веру, почему русские эмигранты-антикоммунисты оказывают сопротивление Германии, воюющей против коммунистической России. Вики ответила ему так:

Следователь: Они с ума сошли, что ли? Какой им смысл быть с голлистами, в этом коммунистическом гнезде? Послушайте, мадам, помогите нам лучше бороться с нашим общим врагом на Востоке.

Вики: Цель, которую вы преследуете в России, — разрушение страны и уничтожение славянской расы. Я русская, но выросла во Франции и здесь провела всю свою жизнь. Я не предам ни своей родины, ни страны, меня приютившей.

Немцы попытались «сломать» Веру по «антисемитской» линии, но та отвечала им, что является христианкой и не признаёт нацистскую идею «превосходства арийской расы». Возмущённый ответами Веры следователь недвусмысленно намекнул на то, что гестапо прибегнет к пыткам в её отношении, если та откажется и дальше свидетельствовать. Вскоре Николай Оболенский был снова арестован и брошен в концлагерь Бухенвальд к Кириллу Макинскому: обоих освободили американцы в апреле 1945 года.

### Казнь
Суд в Аррасе приговорил Веру Оболенскую к смертной казни: ей предложили написать прошение о помиловании, но она отказалась. В июле 1944 года после высадки союзников в Нормандии В. А. Оболенскую перевезли в Берлин, в тюрьму Плётцензее, где её должны были казнить. О последних днях жизни Веры стало известно благодаря показаниям деятельницы OCM и узницы Плётцензее Жаклин Рамей.
4 августа 1944 года около 13:00 Вики вызвали с прогулки во дворике тюрьмы, после чего два надзирателя ввели её со связанными руками за спиной в камеру. Там же и состоялось приведение приговора в исполнении — Веру Оболенскую казнили на гильотине, вся процедура заняла не более 18 секунд. Казнь провёл палач по фамилии Реттгер, получивший 80 рейхсмарок, а его двое сподручных получили по восемь папирос. Тело Оболенской было доставлено в анатомический театр. Томившиеся в Плётцензее София Носович и Жаклин Рамей выжили: 25 апреля 1945 года советские войска освободили тюрьму. После Победы Носович, Рамей, Макинский и Оболенский вернулись в Париж, рассчитывая отыскать следы Вики, однако вскоре Оболенскому сообщили власти британской оккупационной зоны Берлина, что Вики не было в живых.
Согласно разным источникам, 5 или 6 декабря 1946 года Оболенский написал Мишелю Пасто, что ему сообщили о расстреле Вики в Плётцензее, однако Пасто отправился в Берлин для выяснения подробных обстоятельств смерти Оболенской. От тюремной администрации он и узнал, что Вики была не расстреляна, а обезглавлена. Пасто не сразу решился рассказать правду вдовцу об обстоятельствах смерти его супруги, поэтому достаточно долго в материалах русской эмиграции сообщалось о расстреле Оболенской, а не о её казни на гильотине. По словам близкого друга Николая Оболенского писателя и журналиста Дмитрия де Кошко, смерть Веры потрясла Николая Александровича крайне глубоко, и сам де Кошко никогда не расспрашивал его об этом.

## Награды
Вера Аполлоновна Оболенская была удостоена посмертно следующих наград:
- Кавалер ордена Почётного легиона — «за проявленный героизм княгини Веры Оболенской, урождённой Макаровой, младшего лейтенанта Сил Внутреннего Сопротивления Франции»[20]
- Медаль Сопротивления[20]
- Военный крест с пальмовой ветвью[20] (24 апреля 1946)[21]
- Орден Отечественной войны I степени (18 ноября 1965)[20] — награждена указом Президиума Верховного Совета СССР как представительница «группы соотечественников, проживавших во время Великой Отечественной войны за границей и активно боровшихся против гитлеровской Германии»[7][2]

Посмертные награды принял за свою жену Николай Александрович Оболенский.

## Память
В послевоенные годы в советской прессе зазвучало имя Веры Оболенской, но её деятельность в Сопротивлении описывалась с соответствующей идеологической окраской при том, что Вера не была сторонницей коммунизма.
На русском кладбище Сент-Женевьев-де-Буа под Парижем в память Веры Оболенской был установлен кенотаф. Её имя выбито на могиле ее мужа Николая Оболенского и установлена мемориальная плита. Согласно воле генерала Зиновия Пешкова, он был похоронен в изножии кенотафа В. А. Оболенской в знак уважения к ней и её подвигу.
Людмила Флам, жена Валериана Александровича Оболенского — племянника Веры Оболенской — написала книгу «Вики — княгиня Вера Оболенская», выдержавшую переиздания в 1996, 2004 и 2010 годах. Писатель Виктор Астафьев посвятил Вики очерк «Блажь».
Считается, что сюжет фильма Андрея Кончаловского «Рай» 2016 года и образ его главной героини Ольги (в роли — Юлия Высоцкая) был вдохновлён именно историей Веры Оболенской, хотя сам Андрей Кончаловский называл образ Ольги собирательным.

## Комментарии
1. ↑  По другой версии, которую цитировала Мария Сергеевна Станиславская, в действительности Вера якобы была внебрачной дочерью некоего высокопоставленного чиновника, приближенного к императору, но была удочерена Макаровыми в младенчестве[4].
2. ↑  Перевод на русский — «Гражданская и военная организация», сокращённо ГВО[19].